# Hatgachha
Hatgachha é uma vila no distrito de Haora, no estado indiano de Bengala Ocidental.

## Demografia
Segundo o censo de 2001, Hatgachha tinha uma população de 5560 habitantes. Os indivíduos do sexo masculino constituem 53% da população e os do sexo feminino 47%. Hatgachha tem uma taxa de literacia de 80%, superior à média nacional de 59,5%: a literacia no sexo masculino é de 84% e no sexo feminino é de 75%. Em Hatgachha, 9% da população está abaixo dos 6 anos de idade.